# Dichoniopsis chlorota
Dichoniopsis chlorota là một loài bướm đêm trong họ Noctuidae.